# Hotaru Yamaguchi
Hotaru Yamaguchi (山口 螢 Yamaguchi Hotaru), född 6 oktober 1990 i Nabari, är en japansk fotbollsspelare som spelar i Cerezo Osaka. 

## Karriär

### Klubblag
Hotaru Yamaguchi började spela i Cerezo Osakas U15-lag. 2006 blev han uppflyttad till klubbens U18-lag där han under säsongen 2008 var lagkapten när klubben vann JFA Prince League U-18. 2009 blev Yamaguchi, tillsammans med lagkamraten Yusuke Maruhashi, uppflyttad till A-laget. Under säsongen 2011 gjorde han sitt första seniormål mot Urawa Red Diamonds, och året efter blev han ordinarie.

### Landslaget
Yamaguchi deltog för Japan under OS 2012 och kom där fyra efter att ha förlorat i bronsmatchen mot Sydkorea med 2-0. I juli 2013 blev han för första gången kallad till Japans A-landslag av Alberto Zaccheroni under Östasiatiska mästerskapet, där han spelade alla tre matcherna och blev utsedd till MVP.
Han spelade även VM 2014, där Japan slutade sist i sin grupp.

## Meriter
Japan
- Asiatiska spelen: 2010
- Östasiatiska mästerskapet: 2013